# Abraxas cuneifera
Abraxas cuneifera là một loài bướm đêm trong họ Geometridae.